# آمایا ابراستوری
آمایا ابراستوری فرانکو (گوتگئز د آرتاگا، ۲۸ آوریل ۱۹۹۷) یک بازیگر سینما و تلویزیون اسپانیایی است که برای نقش آفرینی در فیلم آکلار (۲۰۲۰) نامزد جوایز گویا در دوره ۳۵ به عنوان بهترین بازیگر نقش اول زن شد.

## زندگی‌نامه
آمایا ابراستوری دیپلم فیلم و تلویزیون را در سنترال دی سینه و دوره آموزشی بدن را در مدرسه کلارا مندز-لیت طی نموده. آموزش او به نام بازیگری با کارگاه‌های مختلف نمایشنامه نویسی برای طراحان رقص، رقصندگان و سازندگان صحنه کامل می‌شود. علاوه بر این، وی در رقص معاصر به‌طور کامل آموزش دیده‌است.
نخستین نقش او در فیلم در سال ۲۰۱۰ با نقش آفرینی در مجازات کنندگان(تنبیه کنندگان) به کارگردانی آرنتزا ایبارا و آلفونسو آراندیا بود. او سپس روی Los orfanos (یتیمان) (۲۰۱۵)، کاری از ارنستو دل ریو و ویتوریا، ۳ مارس (۲۰۱۸)، اثر ویکتور کاباکو کار نمود. در تاریخ ۲۰۲۰، او در فیلم آکلار نقش آفرینی کرد و به دستور پابلو آگوئرو به آنا، قهرمان داستان، جان داد. برای نقش آفرینی در این فیلم، او در ۳۵ دوره جوایز گویا برای بهترین بازیگر نقش اول زن، و همچنین در جوایز فورس برای بهترین بازیگر نقش اول زن و در حلقه نویسندگان بزرگ برای بهترین بازیگر زن جدید. . او همچنین با نقشی کوتاه در فیلم سینمایی نورا از لارا ایزاگیره شرکت کرد.
وی در تلویزیون روی سریال‌های ویکتور راس، به من بگو چخبر و بیمارستان واله نورته در تله بیسیون اسپانیولا و انقلاب ۴۵ در آنتنا ۳ کار نموده‌است. در ابتدای سال ۲۰۲۱، امضای او برای سریال جدید نتفلیکس به ادن خوش آمدید اعلام شد، جایی که او صفحه نمایش را با آنا منا، آمایا سالامانکا، برتا وازکز یا بلیندا به اشتراک می‌گذارد. در همان سال، او برای سریال بازیگرآترس پریموم عصر خشم قرارداد امضا کرد، جایی که او در نقش ساندرا بازی می‌کرد.

## فیلم‌شناسی

### سینما
| سال  | عنوان            | شخصیت  | کارگردان                         |
| ---- | ---------------- | ------ | -------------------------------- |
| ۲۰۱۰ | تنبیه کنندگان    | خواندن | آرانتزا ایبارا و آلفونسو آراندیا |
| ۲۰۱۵ | یتیمان (یتیمان)  | آمایا  | ارنست دل ریو                     |
| ۲۰۱۸ | ویکتوریا، ۳ مارس | بگونا  | ویکتور کاباکو                    |
| ۲۰۲۰ | کوون             | آنا    | پابلو آگوئرو                     |
| ۲۰۲۰ | نورا             | دختر   | لارا ایزاگویر                    |

### تلویزیون
| سال  | عنوان               | شخصیت   | کانال              | درجات                 |
| ---- | ------------------- | ------- | ------------------ | --------------------- |
| ۲۰۱۴ | ویکتور راس          | جوآن    | TVE                | ۲ قسمت                |
| ۲۰۱۸ | بگو چطور شد         | اورسولا | TVE                | ۱ قسمت                |
| ۲۰۱۹ | بیمارستان دره شمالی | جاناکس  | TVE                | ۱ قسمت                |
| ۲۰۱۹ | ۴۵ انقلاب           | کارمن   | آنتن ۳             | بازیگران مکمل، ۶ قسمت |
| ۲۰۲۲ | عصر خشم             | ساندرا  | بازیکن آترس پریموم | بازیگران اصلی، ۴ قسمت |
| ۲۰۲۲ | به Eden خوش آمدید   | زوآ     | نتفلیکس            | قهرمان داستان، ۸ قسمت |

## جوایز و نامزدها
| سال  | جایزه            | دسته‌بندی               | کار نامزد شده | نتیجه | مرجع.  |
| ---- | ---------------- | ---------------------- | ------------- | ----- | ------ |
| ۲۰۲۱ | جوایز گویا       | بهترین عملکرد زن پیشرو | کوون\|        |       | [ ۱۰ ] |
| ۲۰۲۱ | جوایز شدید       |                        | کوون\|        |       | [ ۱۱ ] |
| ۲۰۲۱ | مدال‌های سی یی سی |                        | کوون\|        |       | [ ۱۲ ] |